# معتمدية هبيرة
معتمدية هبيرة إحدى معتمديات الجمهورية التونسية، تابعة لولاية المهدية.